# Національна бібліотека США з медицини

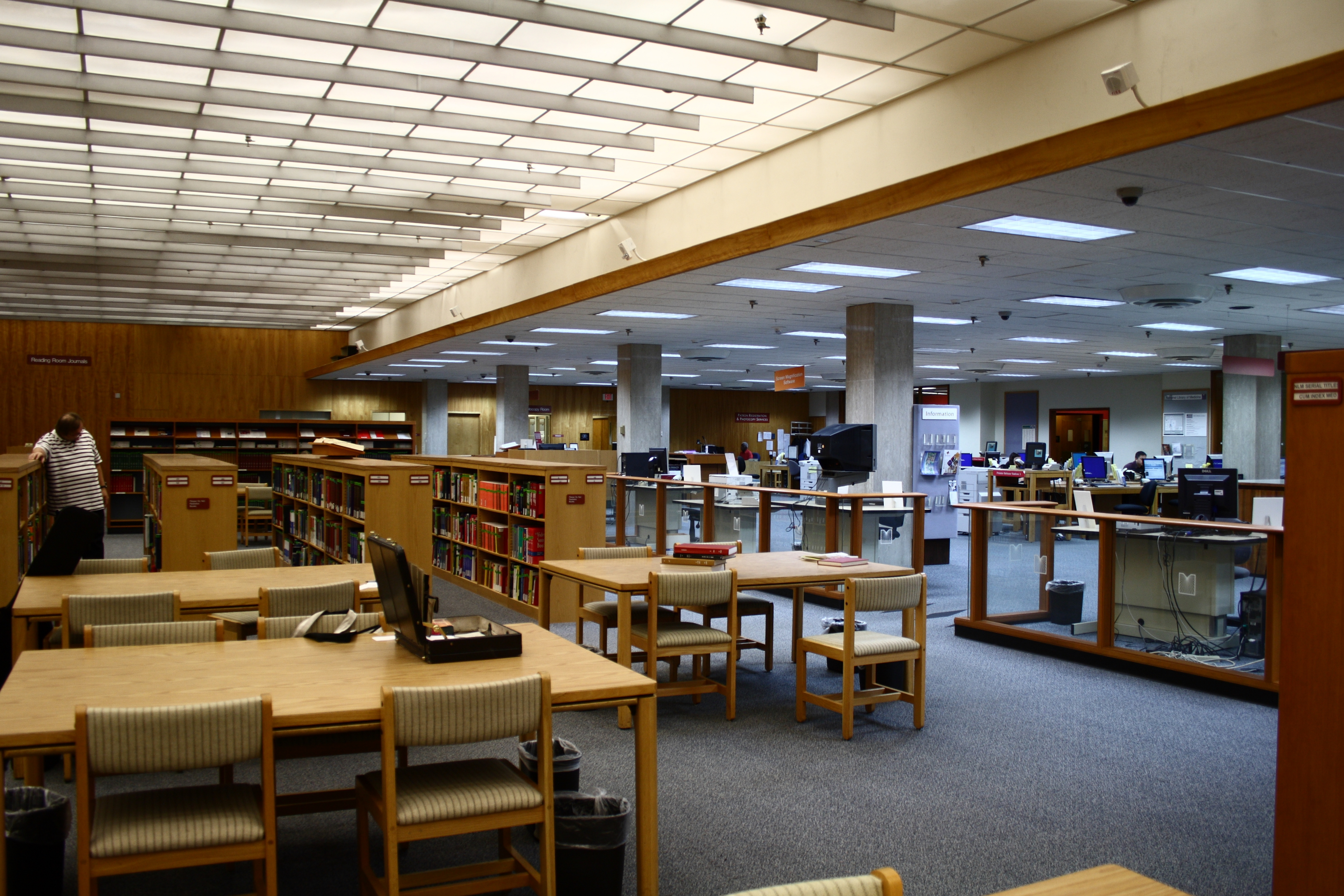
Головний читальний зал

Лого бібліотеки

Національна бібліотека США з медицини (англ. United States National Library of Medicine, NLM) — найбільша медична бібліотека в світі, заснована 1836 року.
Розташована в місті Бетесда (штат Меріленд, США) і є однією з установ Національного інституту здоров'я (NIH). NLM координує роботу 6000 медичних бібліотек, розташованих на території США. Проводить велику наукову роботу в галузі біомедичних інформаційних технологій, у тому числі створення баз даних та сайтів, які знаходяться у відкритому доступі.
Національний центр біотехнологічної інформації (NCBI) є підрозділом NLM і також працює над низкою наукових проектів.

## Основні проекти NLM і NCBI
- MEDLINE — бібліографічна база статей з медицини та біології
- PubMed — база даних медичних та біологічних публікацій
- MESH — контрольований словник, тезаурус
- UMLS — уніфікована мова медичних систем
- PubMed Central — відкритий доступ до 2.5 млн наукових статей
- GenBank — база даних містить анотовані послідовності ДНК і РНК
- BLAST — система для пошуку гомологів білків або нуклеїнових кислот
- Visible Human Project — цифрові зображення нормальної анатомії
- PubChem — база даних хімічних сполук
- TOXNET — база даних з токсикології

## Проекти з інформацією про лікарські засоби
- DailyMed  — доступ до офіційних інструкцій по застосуванню лікарських препаратів
- Pillbox і C3PI — ідентифікація лікарських засобів в твердій формі[6]
- Drug Information Portal — портал з інформацією про ліки[7]

## Проекти для широкого кола користувачів
- MedlinePlus — вебсайт з медичною інформацією.
- ClinicalTrials.gov — вебсайт з інформацією про клінічні випробування.